# 1975 год
1975 (ты́сяча девятьсо́т се́мьдесят пя́тый) год  по григорианскому календарю — невисокосный год, начинающийся в среду. Это 1975 год нашей эры, 5‑й год 8‑го десятилетия XX века 2‑го тысячелетия, 6‑й год 1970‑х годов. Он закончился 50 лет назад.
| Пн | Вт | Ср | Чт | Пт | Сб | Вс |
|    |    | 1  | 2  | 3  | 4  | 5  |
| 6  | 7  | 8  | 9  | 10 | 11 | 12 |
| 13 | 14 | 15 | 16 | 17 | 18 | 19 |
| 20 | 21 | 22 | 23 | 24 | 25 | 26 |
| 27 | 28 | 29 | 30 | 31 |    |    |

| Пн | Вт | Ср | Чт | Пт | Сб | Вс |
|    |    |    |    |    | 1  | 2  |
| 3  | 4  | 5  | 6  | 7  | 8  | 9  |
| 10 | 11 | 12 | 13 | 14 | 15 | 16 |
| 17 | 18 | 19 | 20 | 21 | 22 | 23 |
| 24 | 25 | 26 | 27 | 28 |    |    |

| Пн | Вт | Ср | Чт | Пт | Сб | Вс |
|    |    |    |    |    | 1  | 2  |
| 3  | 4  | 5  | 6  | 7  | 8  | 9  |
| 10 | 11 | 12 | 13 | 14 | 15 | 16 |
| 17 | 18 | 19 | 20 | 21 | 22 | 23 |
| 24 | 25 | 26 | 27 | 28 | 29 | 30 |
| 31 |    |    |    |    |    |    |

| Пн | Вт | Ср | Чт | Пт | Сб | Вс |
|    | 1  | 2  | 3  | 4  | 5  | 6  |
| 7  | 8  | 9  | 10 | 11 | 12 | 13 |
| 14 | 15 | 16 | 17 | 18 | 19 | 20 |
| 21 | 22 | 23 | 24 | 25 | 26 | 27 |
| 28 | 29 | 30 |    |    |    |    |

| Пн | Вт | Ср | Чт | Пт | Сб | Вс |
|    |    |    | 1  | 2  | 3  | 4  |
| 5  | 6  | 7  | 8  | 9  | 10 | 11 |
| 12 | 13 | 14 | 15 | 16 | 17 | 18 |
| 19 | 20 | 21 | 22 | 23 | 24 | 25 |
| 26 | 27 | 28 | 29 | 30 | 31 |    |

| Пн | Вт | Ср | Чт | Пт | Сб | Вс |
|    |    |    |    |    |    | 1  |
| 2  | 3  | 4  | 5  | 6  | 7  | 8  |
| 9  | 10 | 11 | 12 | 13 | 14 | 15 |
| 16 | 17 | 18 | 19 | 20 | 21 | 22 |
| 23 | 24 | 25 | 26 | 27 | 28 | 29 |
| 30 |    |    |    |    |    |    |

| Пн | Вт | Ср | Чт | Пт | Сб | Вс |
|    | 1  | 2  | 3  | 4  | 5  | 6  |
| 7  | 8  | 9  | 10 | 11 | 12 | 13 |
| 14 | 15 | 16 | 17 | 18 | 19 | 20 |
| 21 | 22 | 23 | 24 | 25 | 26 | 27 |
| 28 | 29 | 30 | 31 |    |    |    |

| Пн | Вт | Ср | Чт | Пт | Сб | Вс |
|    |    |    |    | 1  | 2  | 3  |
| 4  | 5  | 6  | 7  | 8  | 9  | 10 |
| 11 | 12 | 13 | 14 | 15 | 16 | 17 |
| 18 | 19 | 20 | 21 | 22 | 23 | 24 |
| 25 | 26 | 27 | 28 | 29 | 30 | 31 |

| Пн | Вт | Ср | Чт | Пт | Сб | Вс |
| 1  | 2  | 3  | 4  | 5  | 6  | 7  |
| 8  | 9  | 10 | 11 | 12 | 13 | 14 |
| 15 | 16 | 17 | 18 | 19 | 20 | 21 |
| 22 | 23 | 24 | 25 | 26 | 27 | 28 |
| 29 | 30 |    |    |    |    |    |

| Пн | Вт | Ср | Чт | Пт | Сб | Вс |
|    |    | 1  | 2  | 3  | 4  | 5  |
| 6  | 7  | 8  | 9  | 10 | 11 | 12 |
| 13 | 14 | 15 | 16 | 17 | 18 | 19 |
| 20 | 21 | 22 | 23 | 24 | 25 | 26 |
| 27 | 28 | 29 | 30 | 31 |    |    |

| Пн | Вт | Ср | Чт | Пт | Сб | Вс |
|    |    |    |    |    | 1  | 2  |
| 3  | 4  | 5  | 6  | 7  | 8  | 9  |
| 10 | 11 | 12 | 13 | 14 | 15 | 16 |
| 17 | 18 | 19 | 20 | 21 | 22 | 23 |
| 24 | 25 | 26 | 27 | 28 | 29 | 30 |

| Пн | Вт | Ср | Чт | Пт | Сб | Вс |
| 1  | 2  | 3  | 4  | 5  | 6  | 7  |
| 8  | 9  | 10 | 11 | 12 | 13 | 14 |
| 15 | 16 | 17 | 18 | 19 | 20 | 21 |
| 22 | 23 | 24 | 25 | 26 | 27 | 28 |
| 29 | 30 | 31 |    |    |    |    |

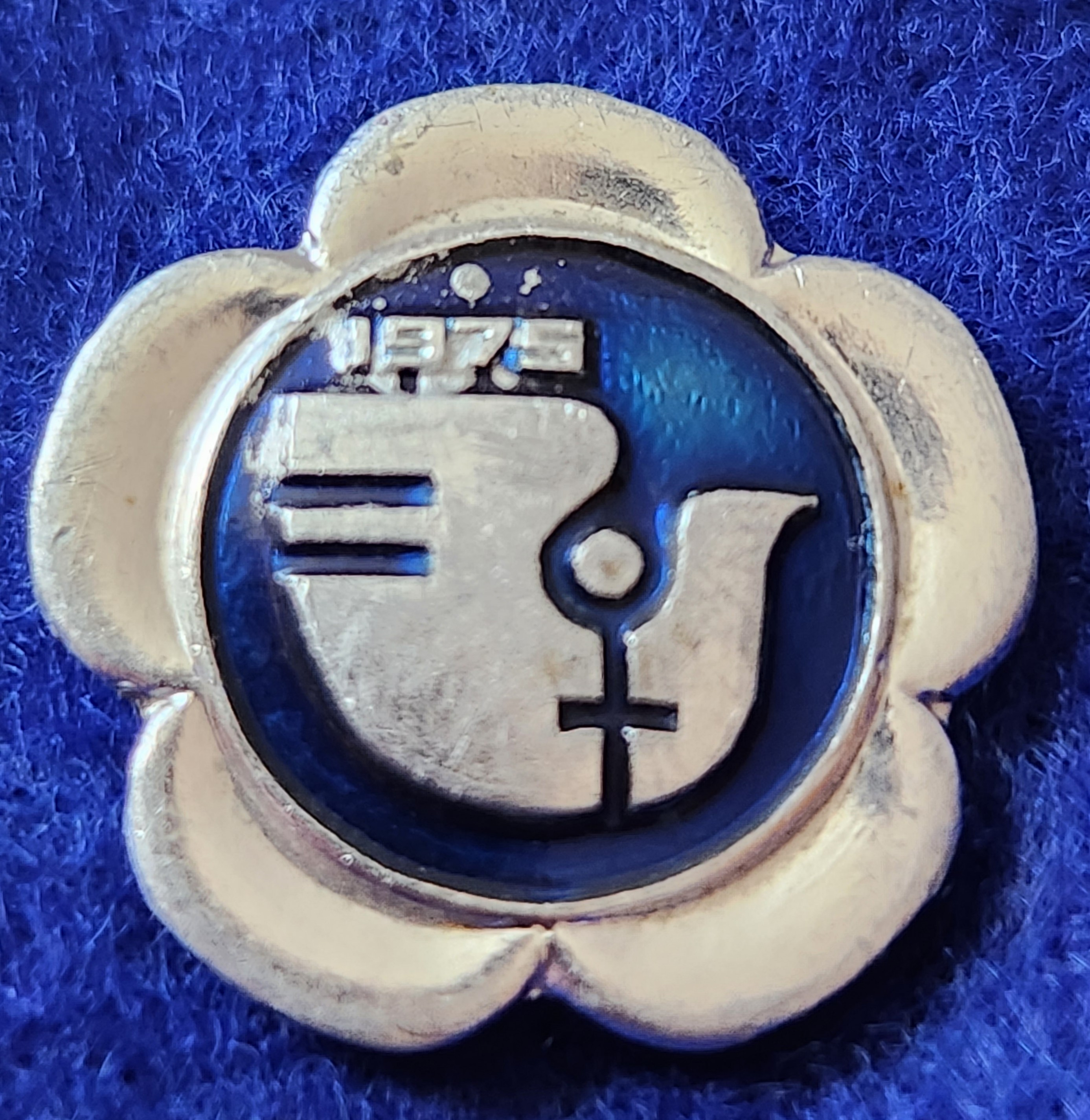
1975 значок Международный год женщины (IWY). С этого года 8 марта отмечается как Международный женский день

Международный год женщины (резолюция ООН 3010 (XXVII)), также объявлено Десятилетие женщин с 1976 по 1985 год.

## События

### Январь
- Почтовая марка СССР1 января

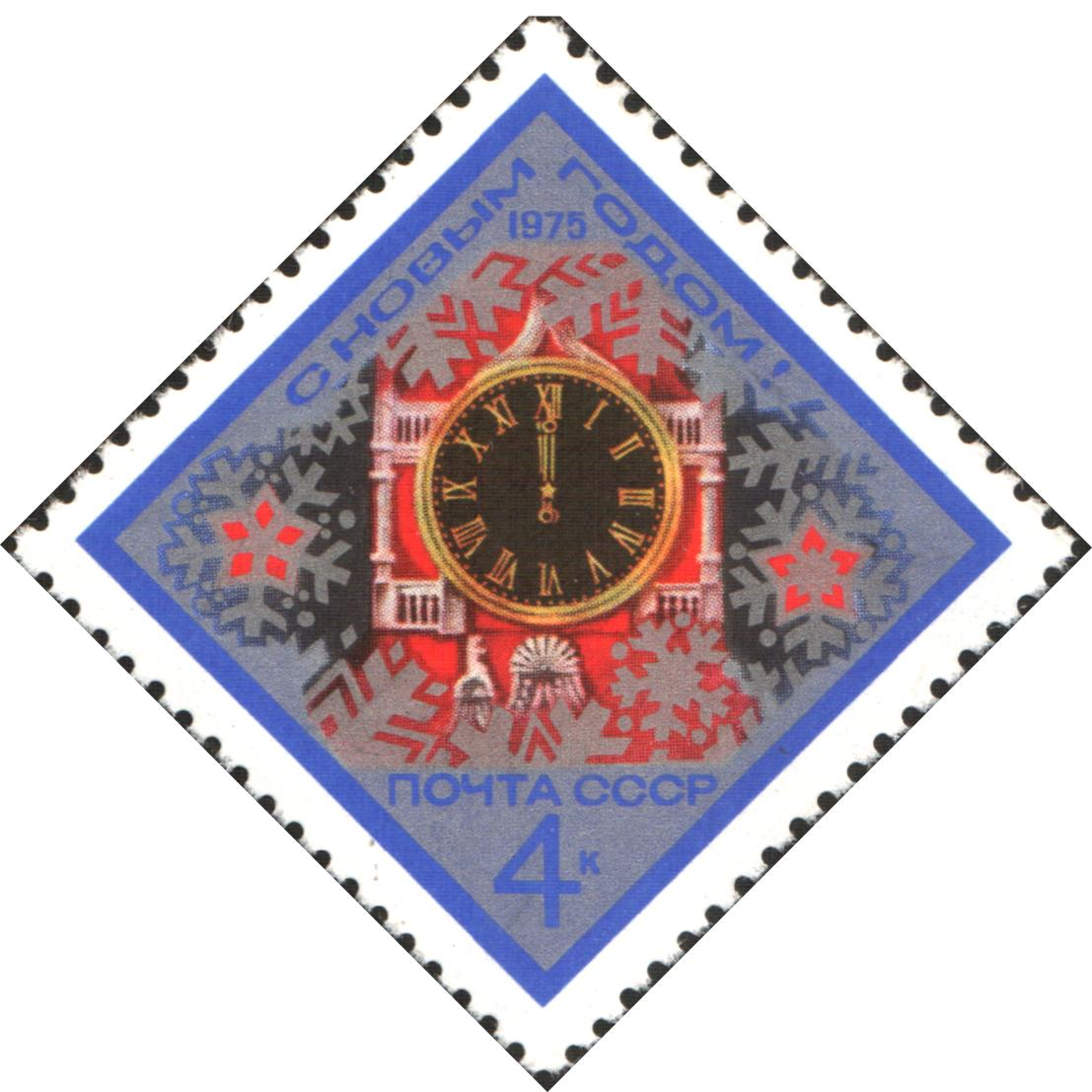
Почтовая марка СССР

  - Начало выпуска микрокомпьютера Altair 8800 компании MITS. Считается, что именно эта система привела к революции персональных компьютеров несколько лет спустя.
  - Столица Малави перенесена из Зомбы в Лилонгве.
- 2 января — президент Центральноафриканской республики маршал Жан-Бедель Бокасса назначил на учреждённый пост премьер-министра женщину – Элизабет Домитьен.
- 9 января
  - В районе г. Буйнакска (Дагестанская АССР, РСФСР) произошло землетрясение силой 8 баллов, причинившее серьёзный материальный ущерб. 18 марта было принято постановление Совета министров РСФСР о неотложных мерах помощи для быстрейшей ликвидации последствий землетрясения[2].
  - В Дании прошли внеочередные парламентские выборы. Победила социал-демократическая партия бывшего премьер-министра А. Йоргенсена, возглавившего новое правительство.
- 10 января—9 февраля — полёт космического корабля «Союз-17», экипаж Алексей Губарев и Георгий Гречко. Первая экспедиция на орбитальную станцию «Салют-4».
- 11 января — правительство Сомалийской Демократической Республики опубликовало закон о равноправии женщин, которым отменялись связанные с этим традиционные законы и обычаи[3].
- 13—17 января — I сессия Всекитайского собрания народных представителей (ВСНП) 4-го созыва приняла текст «исправленной конституции» КНР. Председателем Постоянного Комитета ВСНП переизбран Чжу Дэ, премьером Госсовета – Чжоу Эньлай.
- 16 января — достигнута договорённость о предоставлении Анголе независимости от Португалии.
- 19 января — землетрясение на севере Индии, принёсшее серьёзный материальный ущерб и 47 погибших.
- 25 января — Национальная ассамблея Бангладеш приняла IV поправку к Конституции 1972 года и передала всю исполнительную власть в руки президента республики. В тот же день премьер-министр Муджибур Рахман избран президентом страны. Премьер-министром назначен бывший министр внутренних дел Мансур Али[4].
- 26 января — в Таиланде прошли парламентские выборы. Победу одержала Демократическая партия Сени Прамота, возглавившего правительство.
- 27 января — в Кувейте прошли выборы в Национальное собрание.

### Февраль
- 1 февраля — председателем Совета министров и военным министром Перу назначен начальник главного штаба сухопутных войск дивизионный генерал Франсиско Моралес Бермудес.
- 4 февраля — землетрясение в Хайчэне (КНР), 1328 погибших.
- 5 февраля — ушёл в отставку президент Мадагаскара генерал Габриэль Рамананцуа. Главой государства и правительства стал бывший министр внутренних дел полковник Ришар Рацимандрава.
- 11 февраля — в Тананариве возле своей резиденции расстрелян кортеж президента Мадагаскара полковника Ришара Рацимандравы. Президент погиб. Власть перешла к Временной национальной военной директории во главе с бригадным генералом Жилем Андриамахазу.
- 13 февраля — президент Мадагаскара генерал Ж. Андриамахазу отдал приказ о штурме лагеря мобильной полиции Антакимура, где укрылись обвиняемые в убийстве президента Рацимандравы. Лагерь взят штурмом, проведены аресты среди военных и бывших лидеров страны.
- 24 февраля — президент Бангладеш Муджибур Рахман подписал декрет о роспуске всех 14 партий страны и создании на их основе единой Крестьянско-рабочей народной лиги Бангладеш (БАКСАЛ). Рахман стал председателем партии с широкими полномочиями[5].

### Март
- 10 марта — давка после хоккейного матча в Сокольниках.
- 11 марта — в Португалии бывший президент страны генерал Антониу ди Спинола пытается совершить военный переворот. Попытка проваливается, Спинола бежит в Испанию.
- 13 марта
  - Президент Южного Вьетнама Нгуен Ван Тхьеу отдаёт приказ об эвакуации всех сил с Центрального плато страны, что приводит к всеобщей эвакуации и бегству из страны военнослужащих и гражданского населения перед угрозой военной победы сил Северного Вьетнама и НФОЮВ.
  - Новое правительство Таиланда возглавил Кыкрит Прамот.
- 14 марта — президент Португалии генерал Ф. да Кошта Гомиш подписывает декрет № 5/25, которым упраздняет Совет национального спасения и Государственный совет Португалии. Вместо них для руководства страной создаётся Революционный совет Португалии в составе 24 человек во главе с президентом республики. Революционный совет национализирует всю банковскую систему Португалии.
- 18 марта — Катастрофа Ан-2 в Тернее.
- 21 марта — В Эфиопии объявлено об упразднении монархии и лишении престола принца Асфа Воссена, находящегося в Швейцарии. Страна провозглашена Социалистической Эфиопией.
- 25 марта — в Эр-Рияде принц Фейсал ибн Мусаид Аль Сауд расстрелял короля Саудовской Аравии Фейсала во время торжественной церемонии. Королём стал наследный принц Халид
- 26 марта — в Португалии сформировано IV Временное правительство, которое вновь возглавил генерал Вашку Гонсалвиш
- 31 марта — в Турции завершился правительственный кризис, длившийся с сентября 1974 года. Сформирован кабинет во главе с С. Демирелем[6].

### Апрель
- 1 апреля — президент Камбоджи маршал Лон Нол покидает осаждённый «красными кхмерами» Пномпень и вылетает на военную базу США Утопао (Таиланд). Исполняющим обязанности президента становится председатель сената Сао Кхам Кхой.
- 3 апреля — Бобби Фишер отказался играть шахматный матч за звание Чемпиона Мира с Анатолием Карповым и отдал ему корону.
- 4 апреля
  - В Южном Вьетнаме разбился эвакуировавший детей американский самолёт Lockheed C-5A Galaxy, погибли 138 из 314 человек на борту,
  - Билл Гейтс и Пол Аллен основали компанию Microsoft.
- 5 апреля
  - Неудачный запуск КК («Союз-18-1») с космонавтами В. Г. Лазаревым и О. Г. Макаровым — виду аварии носителя корабль вынужденно выполнил суборбитальный полёт, сработала система аварийного спасения, экипаж приземлился в Горном Алтае.
  - На президентских выборах в Камеруне переизбран действующий глава страны и единственный кандидат — Ахмаду Ахиджо.
- 11 апреля — шесть ведущих политических партий Португалии подписали соглашение о совместных действиях с Движением вооружённых сил.
- 11—12 апреля — армия США проводит операцию «Коготь орла» по эвакуации американских граждан из Камбоджи. 36 вертолётов ВВС США вывозят из Пномпеня посла США Джона Хантера Дина, 350 морских пехотинцев и 270 дипломатов, иностранных журналистов и высших камбоджийских чиновников. Вместе с ними улетает и исполняющий обязанности президента Камбоджи Сао Кхам Кхой.
- 12 апреля — премьер-министр Камбоджи Лонг Борет отказывается передать власть Ча Су, назначенному главой правительства Сао Кхам Кхоем. Власть в Пномпене переходит к армии во главе с главнокомандующим генералом Сат Сутсакханом, который назначен президентом Высшего совета Камбоджи.
- 13 апреля
  - В Ливане с вооружённых столкновений между палестинцами и христианской милицией в пригороде Бейрута Айн-эль-Раммане начинается гражданская война.
  - В Чаде временный главнокомандующий армией генерал Ноэль Одингар совершает военный переворот. Президент Нгарта Томбалбай убит во время штурма президентского дворца в Нджамене. К власти приходит Высший военный совет во главе с генералом Феликсом Маллумом.
- 14 апреля — глава Камбоджи генерал Сат Сутсакхан отклоняет требования партизан о капитуляции. Кхиеу Сампхан отдаёт приказ частям «красных кхмеров» начать штурм Пномпеня.
- 15 апреля
  - создано Европейское космическое агентство (ЕКА).
  - правительство Португалии во главе с генералом Вашку Гонсалвишем национализировало 30 ведущих предприятий транспорта и электроэнергетики.
- 16 апреля — новым премьер-министром Египта назначен министр внутренних дел генерал Мамдух Салем.
- 17 апреля — в Камбодже партизанские отряды прокоммунистических «красных кхмеров» вступают в столицу страны Пномпень. Гарнизон капитулирует, глава государства генерал Сат Сутсакхан и премьер-министр Лонг Борет бегут из страны на вертолёте. К власти фактически приходит лидер коммунистов Пол Пот. На следующий день начинаются насильственное изгнание населения из городов и массовые убийства.
- 19 апреля — президентом ЮАР избран Н. Й. Дидерихс.
- 21 апреля — президент Южного Вьетнама Нгуен Ван Тхиеу спасается бегством из страны после того, как наступающие войска Народной армии Вьетнама захватывают последний укреплённый пункт на пути к Сайгону.
- 22 апреля — Высший совет вооружённых сил Гондураса объявил о назначении новым президентом страны полковника Х. А. Мельгара Кастро.

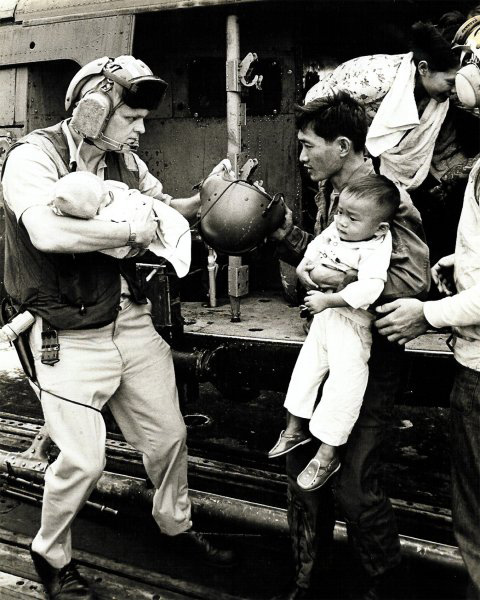
29—30 апреля: Операция Порывистый ветер по эвакуации из Сайгона

- 25 апреля — в Португалии прошли выборы в Учредительное собрание, которое должно выработать новую Конституцию. Наибольшего успеха добилась Португальская социалистическая партия (37,9 % голосов).
- 29—30 апреля — общая эвакуация граждан США и сторонников южновьетнамского правительства из Сайгона. В общей сложности на корабли 7-го флота США эвакуировано 1737 граждан США и 5595 граждан других стран.
- 30 апреля — окончание вьетнамской войны, захват столицы Южного Вьетнама силами Народной армии Вьетнама и Национального фронта освобождения Южного Вьетнама.

### Май
- 1 мая — дивизия № 3 армии Камбоджи вторглась на территорию Южного Вьетнама в районе городов Хатьен и Тэйнинь.
- 5 мая — сторонники генерала Спинолы создали антимарксистское Демократическое движение за освобождение Португалии.[источник не указан 2614 дней]
- 6 мая — город Воронеж награждён орденом Отечественной войны I степени.
- 9 мая — массовые демонстрации во Вьентьяне с требованием отставки ведущих министров правительства Лаоса и ряда правых генералов. Через несколько дней министры Сиссука На Тямпасак, Нгон Синнаникон, Кхампхай Абхай, Хумпхан Сеньясит, Чиантхон Чантхараси и генералы Купрасит Абхай и Удон Саннаникон бежали в Таиланд, откуда прислали королю прошения об отставке. Власть в стране начинает переходить к Народно-революционной партии Лаоса.
- 12 мая — катера береговой охраны Камбоджи захватили в районе острова Кох Танг американское судно «Маягуэс», выдвинув обвинение в ведении разведывательной деятельности.
- 14 мая — камбоджийские власти освобождают экипаж судна «Маягуэс», захваченного пограничной охраной Камбоджи, а 15 мая — и само судно. Одновременно ВВС США наносят бомбовый удар по камбоджийскому порту и военной базе Кампонгсаом[7]. Происходит бой на острове Кох-Танг.

- 15 мая

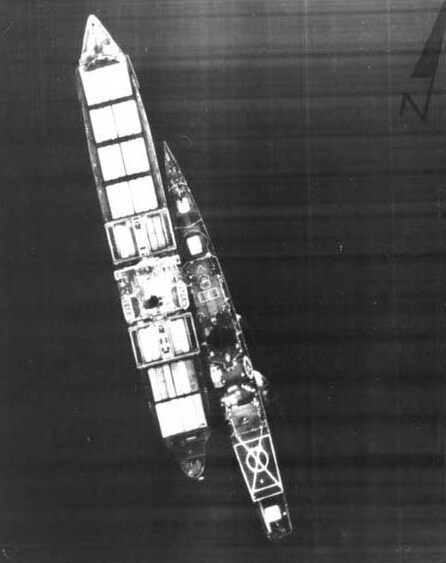
15 мая: инцидент с судном «Маягуэс» (США) у берегов Камбоджи. Аэрофотосъёмка: Эскортный эсминец ВМС США «Гарольд Э. Холт» швартуется к освобождённому судну «Маягуэс», чтобы взять его на буксир

  - Президиум ВНР назначил новым Председателем Совета министров Дьёрдя Лазара вместо Йенё Фока.
  - Части коммунистической Народно-освободительной армии Лаоса занимают город Паксе. Начало захвата власти на местах Народно-революционной партией Лаоса.
- 16 мая — по итогам ранее состоявшегося референдума королевство Сикким официально вошло в состав Индии.
- 28 мая — новым премьер-министром Ливана назначен Рашид Караме.
- 29 мая — пост президента Чехословакии занял лидер Коммунистической партии Чехословакии Густав Гусак.

### Июнь
- 3 июня — три последних корабля ВМС Франции покинули базу Диего-Суарес — последнюю военную базу на территории Мадагаскара. Штаб-квартира начальника вооружённых сил Франции в южной части Индийского океана переведена на о. Реюньон.
- 5 июня
  - В Великобритании был проведён референдум о членстве этой страны в ЕЭС, в бюллетенях для голосования был единственный вопрос: «Как вы думаете, должна ли Великобритания оставаться в Европейском сообществе (Общем рынке)?» (англ. Do you think that the United Kingdom should stay in the European Community (the Common Market)?). Участвовало 64,5 % электората, из них выбрали вариант «да» 67,2 %[8].
  - Впервые после Шестидневной войны 1967 года открылся Суэцкий канал.
- 8 июня, 14 июня — запуск первых искусственных спутников Венеры — автоматических станций «Венера-9» и «Венера-10»; спускаемые аппараты станций совершили мягкую посадку на Венеру и впервые передали на Землю фотопанораму планеты.
- 10 июня — в Гаване открылось четырёхдневное Совещание коммунистических партий стран Латинской Америки и Карибского бассейна. В принятой декларации заявлено, что основной проблемой стран региона является экономическая зависимость от США. Решено рассматривать широкие массы католиков как резерв революционной борьбы[9].
- 15 июня — на Мадагаскаре сформирован Высший революционный совет во главе с капитаном 2 ранга Дидье Рациракой. В стране начинается новая волна национализаций банков и иностранной собственности.
- 24 июня — Катастрофа Boeing 727 в Нью-Йорке.
- 25 июня
  - В Индии премьер-министром Индирой Ганди объявлено чрезвычайное положение, продлившееся 21 месяц.
  - Провозглашена независимость Мозамбика.
- 26 июня — в индейской резервации Пайн-Ридж в американском штате Южная Дакота произошла перестрелка, в результате которой убиты два агента ФБР и один индеец. За убийство агентов ФБР осуждён и отбывает два пожизненных заключения Леонард Пелтиер; убийство индейца не расследовалось.
- 30 июня — в Республике Острова Зелёного Мыса прошли парламентские выборы, все 56 мест в Национальной Народной Ассамблее получила Африканская партия независимости Гвинеи и Кабо-Верде (ПАИГК).

### Июль
- 5 июля — Острова Зелёного Мыса стали независимым государством.
- 6 июля — Коморские Острова провозгласили свою независимость от Франции
- 8 июля — ассамблея Движения вооружённых сил Португалии отвергла идею создания в стране советов рабочих, крестьянских и солдатских депутатов и сформирования «рабочей милиции».
- 10 июля — Португальская социалистическая партия вышла из правительства генерала В. Гонсалвиша.
- 12 июля — Сан-Томе и Принсипи провозгласили независимость от Португалии.
- 13 июля — волна антикоммунистических выступлений на Севере Португалии, начало Жаркого лета.
- 15 июля — Катастрофа Як-40 под Батуми.
- 15—21 июля — полёт КК «Союз-19» (экипаж — А. А. Леонов, В. Н. Кубасов) в рамках программы «ЭПАС».
- 17—19 июля — стыковка и совместный полёт космических кораблей «Союз» (СССР) и «Аполлон» (США). Первая в истории стыковка двух космических кораблей разных стран.
- 17 июля — Народно-демократическая партия Португалии вышла из правительства В. Гонсалвиша. Четвёртое временное правительство Португалии ушло в отставку.
- 25 июля — ассамблея Движения вооружённых сил Португалии приняла решение о передаче всей политической и военной власти в стране Политической директории в составе президента страны генерала Франсишку да Кошта Гомиша, премьер-министра генерала Вашку Гонсалвиша и командующего Оперативным командованием на континенте (КОПКОН) генерала Отелу Сарайва ди Карвалью
- 29 июля
  - Военный переворот в Нигерии. Президент страны генерал Якубу Говон, находившийся на ассамблее ОАЕ в Кампале, объявлен низложенным. Власть перешла к Высшему военному совету во главе с бригадным генералом Мурталой Мухаммедом
  - XVI консультативное совещание министров иностранных дел Организации американских государств приняло решение отменить санкции против Кубы, введённые в 1964 году[10].

### Август
- Начало прибытия кубинских воинских подразделений в Анголу в помощь правительству МПЛА.
- 1 августа — подписан Заключительный акт Совещания по безопасности и сотрудничеству в Европе (Хельсинкский акт), участниками которого были США, СССР, Канада и 33 европейских государства.
- 3 августа
  - На Коморских Островах произошёл бескровный переворот. К власти пришли левые лидеры во главе с будущим президентом страны Али Суалихом. Главой режима провозглашён принц Саид Мохаммед Джафар.
  - Катастрофа Boeing 707 под Агадиром — крупнейшая в истории Boeing 707 (188 погибших).
- 7 августа — в Португалии распространён «Документ 9», подписанный 9 членами Революционного совета с критикой действий Движения вооружённых сил. В вооружённых силах начался раскол по вопросу о дальнейшем пути развития страны.
- 8 августа
  - В Португалии сформировано V Временное правительство, которое вновь возглавил генерал Вашку Гонсалвиш.
  - В Китае произошла катастрофа на дамбе на реке Жухэ, официальное число жертв — около 26 тысяч человек.
- 10 августа — архиепископ Браги Франсишку Мария да Сильва выступает в кафедральном соборе с антикоммунистической проповедью. Тысячи прихожан громят местную штаб-квартиру ПКП — кульминация португальского «Жаркого лета».
- 12 августа — ядерный взрыв «Горизонт-4» в Якутии мощностью 7,6 килотонны.
- 15 августа
  - Военный переворот в Бангладеш. Президент Муджибур Рахман расстрелян офицерами во главе с майором Саидом Фарук Рахманом в резиденции «Бангха Бхаван». Власть передана министру экономики Кхандокару Муштак Ахмеду[11].
  - Катастрофа Як-40 под Красноводском.
- 18 августа
  - Силы Народно-революционной партии Лаоса захватили второй по значению город страны — королевскую резиденцию Луангпхабанг.
  - В Ливии обвинены в заговоре и бежали в Тунис члены Совета революционного командования майор Омар Мохейши и генеральный секретарь Арабского социалистического союза Башир Хаввади. Резиденция Совета революционного командования окружена танками Т-55, введено чрезвычайное законодательство[12].
- 20 августа
  - Программа «Викинг»: НАСА запустила к Марсу космический зонд «Викинг-1».
  - Под Дамаском разбился Ил-62 чехословацких авиалиний, погибли 126 человек. Крупнейшая авиакатастрофа в Сирии.
  - В Бангладеш принято постановление о военном положении, передавшее всю власть в руки президента Кхандокара Муштака Ахмеда, который стал также главным военным администратором.
- 23 августа
  - Вооружённые силы Народно-революционной партии Лаоса взяли под контроль столицу страны город Вьентьян.
  - Введён в эксплуатацию Харьковский метрополитен.
- 24 августа — в Греции офицеры, признанные виновными в перевороте 1967 года, приговорены к смертной казни, позже заменённой на пожизненное заключение.
- 25 августа — в Бангладеш командование армией передано генерал-майору Зиауру Рахману, назначенному начальником штаба сухопутных войск. Его заместителями назначены бригадные генералы Хуссейн Мохаммад Эршад и Халед Мошарраф[13].
- 27 августа — в Португалии десантники разогнали 5-й отдел генерального штаба армии, занимавшийся пропагандой и агитацией. Руководители отдела во главе с полковником Варелой Гомешем проводили активную левую политику.
- 29 августа
  - В условиях глубокого экономического и политического кризиса вынужден уйти в отставку президент Перу генерал Хуан Веласко Альварадо. По решению командующих армией, авиацией, флотом и военными округами пост президента передан главе правительства дивизионному генералу Франсиско Моралесу Бермудесу.
  - Президент Венесуэлы Карлос Андрес Перес подписал закон о национализации нефтяной промышленности страны с 1 января 1976 года[14].
  - На площади Бадинь в Ханое открыт мавзолей первого президента Вьетнама Хо Ши Мина[15].
- 30 августа — президент Португалии генерал Ф. да Кошта Гомиш отправил в отставку V-е Временное правительство и назначил генерала Вашку Гонсалвиша начальником генерального штаба армии. Новым премьер-министром назначен начальник главного штаба ВМС адмирал Жозе Батишта Пиньейру ди Азеведу.

### Сентябрь
- 1 сентября — Катастрофа Ту-134 в Лейпциге.
- 4 сентября — на телеэкранах появилась телеигра «Что? Где? Когда?».
- 5 сентября
  - Попытка покушения на президента США Джеральда Форда. Покушавшаяся — Линетт Фромм из банды Чарльза Мэнсона позже приговорена к пожизненному заключению.
  - В Португалии на военной базе Танкуш проходит совещание военного командования, участники которого подвергают резкой критике генерала Вашку Гонсалвиша. Гонсалвиш отказывается от поста начальника Генерального штаба армии и выходит из состава Революционного совета. Португалия отказывается от ориентации на социализм.
  - Крушение на станции Купавна (Московская область). Погибли 18 человек.
- 13 сентября — уходит в отпуск президент Аргентины Мария Эстела Мартинес де Перон. Исполняющим обязанности президента становится председатель сената Итало Архентино Лудер.
- 16 сентября — провозглашена независимость Папуа-Новой Гвинеи от Австралии.
- 19 сентября — в Португалии сформировано VI Временное правительство во главе с адмиралом Жозе Батишта Пиньейру ди Азеведу.
- 21 сентября — султан Яхья Петра стал новым (6-м) верховным королём Малайзии.
- 21—22 сентября — внеочередные парламентские выборы в Финляндии. Победила Социал-демократическая партия Финляндии, получившая 24,9 % голосов.
- 22 сентября — неудачное покушение на президента США Джеральда Форда. Покушавшаяся — Сара Джейн Мур позже приговорена к пожизненному заключению.
- 25 сентября — принята первая конституция Силенда
- 30 сентября — Катастрофа Ту-154 под Бейрутом.

### Октябрь
- 5 октября — на парламентских выборах в Австрии правящая Социал-демократическая партия канцлера Бруно Крайского получила большинство в парламенте.
- 7 октября — президентом Либерии вновь избран Уильям Ричард Толберт.
- 14 октября — вторжение вооружённых сил ЮАР в Анголу («Операция Саванна»).
- 22 октября
  - Советский космический аппарат «Венера-9» совершил посадку на Венеру и передал первые фотографии с поверхности планеты.
  - Катастрофа Як-40 в Новгороде.
- 25 октября — советский космический аппарат «Венера-10» также совершил посадку на Венеру и передал фотографии с поверхности планеты.
- 26 октября
  - После Парламентских выборов в Швейцарии крупнейшей парламентской партией стала Социал-демократическая партия.
  - Парламентские выборы в Мавритании в условиях однопартийной системы. Явка составила 87,4 %, все места в 70-местном парламенте — у Мавританской народной партии[англ.].
  - На всеобщих выборах в Танзании президентом страны в 4-й раз избран Джулиус Ньерере, а единственная партия ТАНУ — все 223 места в Национальной Ассамблее.
- 27 октября — завершена эвакуация французских войск из Чада.
- 30 октября — принц Хуан Карлос фактически начал править Испанией (диктатор Франсиско Франко стал полностью недееспособен после инфаркта).
- 31 октября — британская группа «Queen» выпускает сингл «Bohemian Rhapsody», ставший одним из величайших в истории рок-музыки.

### Ноябрь
- 2 ноября
  - В Бангладеш совершившая в августе переворот «группа майоров» расстреляла в центральной тюрьме Дакки бывших премьер-министров Мансура Али и Таджуддина Ахмеда, а также других лидеров свергнутого правительства Муджибура Рахмана. Эта акция вызвала в Бангладеш взрыв возмущения, «группа майоров» бежала из страны.
  - На парламентских выборах в Демократической Республике Конго в условиях однопартийной системы все 244 места в парламенте получило Народное движение революции.
- 3 ноября
  - В Бангладеш совершён военный переворот. Власть перешла в руки бригадного генерала Халеда Мошаррафа. Начальник штаба армии Зиаур Рахман смещён с поста и арестован.
  - Введён в действие нефтепровод, снабжающий Великобританию нефтью, добываемой в Северном море.
- 6 ноября
  - Новый руководитель Бангладеш генерал Халед Мошарраф принял решение отправить в отставку президента Кхандокара Муштака Ахмеда. Новым президентом назначен главный судья Верховного суда Абу Сайем[16].
  - Начало марокканской аннексии Западной Сахары. «Зелёный марш».
- 7 ноября — в Бангладеш совершён третий в этом году переворот. Лидер страны генерал Халед Мошарраф убит, власть перешла к группе военных во главе с Зиауром Рахманом[16].
- 9 ноября — на большом противолодочном корабле «Сторожевой» Балтийского флота произошло выступление моряков под руководством капитана 3-го ранга В. М. Саблина, направленное против политики КПСС. При попытке уйти в Швецию корабль был перехвачен авиацией и вынужден к сдаче.
- 10 ноября 
  - Генеральная Ассамблея ООН приняла резолюцию 3379, которая определила сионизм как «форму расизма и расовой дискриминации». Впоследствии это определение было отозвано резолюцией 4686 Генеральной Ассамблеи ООН от 16 декабря 1991 года.
  - Битва при Кифангондо в Анголе. Правительственные войска и кубинские военные нанесли поражение вооружённым силам движения ФНЛА и его союзникам. Наступление на Луанду остановлено и отброшено, обозначился перелом в ходе первого этапа гражданской войны в Анголе.
- 11 ноября
  - Провозглашена независимость Народной Республики Ангола. Первым президентом Анголы стал лидер МПЛА Агостиньо Нето.
  - Генерал-губернатор Австралии Джон Керр уволил в отставку правительство Эдварда Гофа Уитлэма, распустил парламент и назначил премьер-министром Австралии Малкольма Фрейзера.
- 14 ноября — в Мадриде подписано соглашение по Западной Сахаре между Испанией, Марокко и Мавританией. Испанские войска покинули Западную Сахару.
- 15—17 ноября — в Рамбуйе близ Парижа состоялся первый саммит «большой шестёрки» (совещание глав государств и правительств США, Франции, ФРГ, Великобритании, Японии и Италии) по экономическим и валютным проблемам, организованный Валери Жискар д’Эстеном.
- 16 ноября — на всеобщих выборах в Береге Слоновой Кости президентом в 4-й раз переизбран единственный кандидат, действующий глава страны Феликс Уфуэ-Буаньи (100 % голосов при явке 99,8 %), а все 120 мест в парламенте — единственная разрешённая Демократическая партия Кот-д’Ивуара.
- 17 ноября — Катастрофа Ан-24 под Гали, погибло 38 человек.
- 20 ноября — Катастрофа Ан-24 под Харьковом, погибло 19 человек.
- 21 ноября — в Португалии генерал Отелу Сарайва ди Карвалью снят с поста командующего Лиссабонским военным округом. Назначение на этот пост генерала Вашку Лоуренсу вызвало раскол в армии.
- 22 ноября — Хуан Карлос официально становится королём Испании после смерти диктатора Франсиско Франко.
- 25 ноября
  - Провозглашена независимость Суринама от Нидерландов.
  - В Португалии левонастроенные офицеры пытаются отстоять свои позиции. Попытка переворота подавлена силами Оперативной группы в Амадоре во главе с подполковником Антониу Рамалью Эанишем.
  - В Великобритании объявлена вне закона Ирландская Республиканская Армия (ИРА).
- 28 ноября
  - Португальский Тимор провозгласил независимость от Португалии и стал называться Народно-Демократическая Республика Восточный Тимор[17]..
  - В Португалии сняты с постов лидеры левого крыла армии начальник главного штаба сухопутных сил генерал Карлуш Фабиан и командующий Оперативным командованием на континенте (КОПКОН) Отелу Сарайва ди Карвалью. КОПКОН распущено. Начальником главного штаба сухопутных сил назначен произведённый в генералы Антониу Рамалью Эаниш. На следующий день выведен из состава Революционного совета адмирал Роза Коутинью, смещён начальник главного штаба ВМС вице-адмирал Филгейраш Соариш.
- 29 ноября
  - В Лаосе объявлено о решении короля Саванг Ватхана отречься от престола и стать простым гражданином страны.
  - В письме Полу Аллену, Билл Гейтс впервые упомянул название «Micro-soft» (microcomputer software). «Microsoft» зарегистрирована как торговая марка 26 ноября 1976 года.
  - На парламентских выборах в Новой Зеландии победила Национальная партия, её лидер Роберт Малдун стал премьер-министром.
- 30 ноября
  - Сформировано коалиционное правительство Финляндии во главе с премьер-министром Мартти Миеттуненом (Партия Центра).
  - Республика Дагомея стала называться «Народная Республика Бенин».
  - Авария на Ленинградской АЭС

### Декабрь
- 2 декабря — в Лаосе Национальный конгресс народных представителей во Вьентьяне провозгласил Лаосскую Народно-Демократическую Республику. Президентом ЛНДР избран Суфанувонг, премьер-министром — генеральный секретарь Народно-революционной партии Лаоса Кейсон Фомвихан. Объявлено, что бывший король назначен советником при президенте.
- 7 декабря — начало вторжения и оккупации Восточного Тимора Индонезией.
- 11 декабря — ООН подтвердила право Западной Сахары на самоопределение.
- 12 декабря
  - В Португалии проведена коренная реорганизация Движения вооружённых сил. Армия отстранена от активного участия в политике, «движение капитанов» фактически прекратило своё существование
  - премьер-министром Новой Зеландии становится лидер победившей на выборах Национальной партии Роберт Малдун
- 13 декабря — на парламентских выборах в Австралии победила либерально-консервативная коалиция, получившая 55,7 % голосов, новым премьер-министром стал Малколм Фрейзер.
- 14 декабря — Третий Национальный Конгресс Камбоджи одобряет новую Конституцию, страна переименована в Демократическую Кампучию[18].
- 18 декабря — неудачная попытка военного переворота в Аргентине, возглавленная бригадиром аргентинских ВВС Хесусом Орландо Каппелини. Подавлена 22 декабря.
- 21 декабря
  - группа террористов во главе с Ильичом Рамиресом Санчесом («Карлос Шакал») захватила более 90 участников встречи стран ОПЕК, включая министров из 11 стран.
  - В ходе референдума в Малагасийской Республике одобрены «Хартия малагасийской социалистической революции», новая конституция страны, переименование страны (с 30 декабря — Демократическая Республика Мадагаскар) и избран президент — Дидье Рацирака[19].

### Без точных дат
- Январь — выпущен компьютер Альтаир 8800 (Altair), с которого началась эра микрокомпьютеров.
- В Южной Корее её президент генерал Пак Чон Хи в очередной раз продлил чрезвычайное положение на неопределённое время.
- Пол Аллен и Билл Гейтс (будущие основатели фирмы «Microsoft») создали для компьютера «Альтаир» интерпретатор языка «Бейсик» (BASIC — Beginner's All-Purpose Symbolic Instruction Code).
- В журнале «Смена» впервые опубликован рассказ братьев Вайнеров «Место встречи изменить нельзя», который вскоре стал культовым.

## Персоны года
Человек года по версии журнала Time — американские женщины (Бетти Форд, Карла Хиллз, Элла Грассо, Барбара Джордан, Сьюзи Шарп, Джилл Конуэй, Билли Джин Кинг, Сюзан Браунмиллер, Эдди Ваятт, Кэтлин Байерли, Кэролл Саттон и Элисон Чик).

## Родились
См. также: Категория:Родившиеся в 1975 году

### Январь
- 1 января
  - Эйитиро Ода, мангака, автор One piece
  - Сонали Бендре, индийская актриса и фотомодель.
  - Тони Энн Джисонди, американская актриса.
- 2 января — Яна Рудковская, российская телеведущая и музыкальный продюсер.
- 3 января — Даника Маккеллар, американская актриса, писательница, автор книг, популяризирующих математику, и консультант в области образования.
- 5 января
  - Брэдли Купер, американский актёр, продюсер.
  - Кайли Бакс, новозеландская актриса и фотомодель.
- 11 января — Маттео Ренци, премьер-министр Италии в 2014—2016 годах.
- 14 января — Джордан Лэдд, американская актриса («Хостел 2»).
- 20 января — Божена Рынска, российская журналистка, светский обозреватель, колумнист.
- 24 января — Анна Банщикова, российская актриса
- 25 января
  - Сергей Минаев, российский писатель.
  - Миа Киршнер, канадская актриса.
- 26 января — Сайа Баттен, американская актриса и певица.
- 28 января 
  - Терри Конн, американская актриса дневных мыльных опер.
  - Хироси Камия, японский сэйю.
- 31 января — Прити Зинта, индийская актриса.

### Февраль
- 4 февраля — Натали Имбрулья, австралийская певица и актриса.
- 5 февраля
  - Джованни ван Бронкхорст, голландский футболист и тренер.
  - Татьяна Абрамова, российская актриса и певица.
  - Майнди Крист, американская актриса и кинопродюсер.
- 6 февраля — Ребекка Шойкет, канадская певица и актриса озвучивания.
- 10 февраля — Оксана Куваева, российская журналистка и телеведущая программы «Вести» на телеканале Россия-1.
- 13 февраля
  - Виктор Логинов, российский киноактёр.
  - Оксана Олешко, российская танцовщица, балерина, фотомодель и певица, участница группы Hi-Fi.
  - Артемий Лебедев, российский дизайнер, предприниматель и блогер.
- 18 февраля
  - Гари Невилл, английский футболист.
  - Игорь Додон, президент Молдовы в 2016—2020 годах.
  - Сара Джой Браун, американская телевизионная актриса.
- 19 февраля — Катя Схюрман, нидерландская актриса, кинорежиссёр, певица, журналистка и телеведущая.
- 20 февраля — Брайан Литтрелл, певец, участник группы Backstreet Boys.
- 22 февраля
  - Ольга Будина, российская актриса.
  - Дрю Бэрримор, американская актриса.
  - Лайза Хубер, американская телевизионная актриса
- 23 февраля — Наталия Вербеке, испанская актриса театра и кино аргентинского происхождения.
- 24 февраля
  - Кирилл Кяро, российский и эстонский актёр театра и кино.
  - Кристин дос Сантос, американская телеведущая, журналистка и актриса.
- 25 февраля — Челси Хэндлер, американская комедиантка, актриса, писательница, телеведущая, продюсер и сценарист.
- 26 февраля — Юлия Брендлер, немецкая киноактриса.

### Март
- 1 марта — Валентина Монетта, известная сан-маринская певица джазовой и поп-музыки.
- 3 марта — Йоханна Вокалек, немецкая актриса театра и кино.
- 5 марта
  - Джолин Блэлок, американская актриса.
  - Никки Тейлор, американская фотомодель.
- 6 марта — Арасели Арамбула, мексиканская актриса, фотомодель и певица.
- 7 марта — Одри Мари Андерсон, американская актриса и бывшая модель.
- 8 марта — Лайза дель Мандо, американская актриса озвучивания.
- 15 марта
  - Ева Лонгория, американская манекенщица и актриса.
  - Веселин Топалов, болгарский шахматист.
  - Уильям Джеймс Адамс младший (Will.i.am), участник группы Black Eyed Peas.
- 16 марта — Илья Воробьёв,  российский и немецкий хоккеист, тренер.
- 17 марта — Джина Холден, канадская актриса.
- 18 марта — Саттон Фостер, американская актриса, певица и танцовщица
- 19 марта — Люси Лорье, канадско-французская актриса.
- 22 марта — Энн Дудек, американская актриса польского происхождения
- 23 марта — Мария Северин, польская актриса театра, кино и телевидения.
- 24 марта — Фредерик Бель, французская актриса.
- 25 марта — Мелани Блэтт, британская певица и актриса.
- 27 марта — Стэйси Фергюсон, вокалистка группы Black Eyed Peas.
- 28 марта — Шэнна Моуклер, американская фотомодель и актриса.
- 30 марта — Бахар Сумех, американская киноактриса.
- 31 марта — Беттина Циммерман, немецкая актриса кино и телевидения.

### Апрель
- 1 апреля — Сесиль Дюфло, политическая деятельница, «политик-эколог».
- 6 апреля — Денис Клявер, российский певец и композитор, участник группы «Чай вдвоём».
- 7 апреля — Хизер Бёрнс, американская актриса.
- 8 апреля — Анук, нидерландская певица
- 11 апреля — Валид Солиман, тунисский писатель.
- 13 апреля — Татьяна Навка, российская фигуристка.
- 14 апреля
  - Вероника Земанова, чешская фотомодель.
  - Эми Дюма, американская женщина-рестлер
- 23 апреля — Ольга Керн, российская пианистка.
- 24 апреля — Софи Грегуар, канадская журналистка, телеведущая и фотомодель
- 25 апреля — Эмили Бергл, английская и американская актриса театра, кино и телевидения.
- 26 апреля — Джои Джордисон, ударник Slipknot. (ум. в 2021)

### Май
- 1 мая
  - Светлана Чуйкина, российская актриса.
  - Джоди Мэй, британская актриса.
- 2 мая
  - Олег Андреев, российский актёр кино и театра.
  - Дэвид Бекхэм, английский футболист.
- 3 мая — Кристина Хендрикс, американская актриса кино и телевидения.
- 4 мая — Кимора Ли Симмонс, американская актриса, телевизионный продюсер и фотомодель.
- 8 мая — Энрике Иглесиас, испанский певец.
- 10 мая
  - Андреа Андерс, американская актриса.
  - Ирина Саари, финская певица.
- 13 мая — Итати Кантораль, мексиканская актриса.
- 14 мая — [[Вакарчук, Святослав Иванович]|Святослав Вакарчук], украинский певец, композитор, политический и государственный деятель.
- 16 мая — Александр Пушной, российский музыкант и телеведущий.
- 18 мая — Ирина Караваева, российская спортсменка, первая олимпийская чемпионка по прыжкам на батуте.
- 19 мая — Ева Польна, российская певица.
- 20 мая — Шура, российский эстрадный певец.
- 25 мая — Лорин Хилл, американская певица и продюсер.
- 26 мая — Никки Эйкокс, американская актриса.
- 27 мая
  - Каарле Виикате, финский рок-музыкант.
  - Анна Молчанова, российская актриса театра и кино.
- 29 мая — Мелани Браун, британская певица, автор песен, актриса и телеведущая.
- 31 мая
  - Мерл Дэндридж, американская актриса и певица.
  - Тони Ниеминен, финский прыгун с трамплина, двукратный олимпийский чемпион.

### Июнь
- 3 июня — Роман Емельянов, российский радио- и телеведущий, актёр, журналист, композитор и автор песен.
- 4 июня
  - Расселл Брэнд, британский актёр, комик.
  - Анджелина Джоли, американская киноактриса.
- 6 июня — Моника Сервера, испанская актриса.
- 8 июня — Шилпа Шетти, индийская киноактриса
- 9 июня — Амиша Патель, индийская актриса и модель
- 11 июня — Чхве Джиу, южнокорейская актриса и модель.
- 12 июня — Стефани Шостак, франко-американская актриса
- 13 июня — Никита Белых, российский политик.
- 15 июня — Элизабет Ризер, американская актриса
- 16 июня — Хизер Пис, британская актриса и певица.
- 18 июня — Мари Жиллен, бельгийская актриса.
- 23 июня — Мария Мацца, итальянская актриса, телеведущая и фотомодель.
- 24 июня — Карла Галло, американская актриса.
- 25 июня
  - Владимир Крамник, российский шахматист.
  - Ченоа, аргентинско-испанская поп-певица.
- 27 июня — Тоби Магуайр, американский актёр.
- 28 июня — Леся Самаева, украинская актриса театра и кино, телеведущая.

### Июль
- 1 июля — Татьяна Томашова, российская спортсменка (лёгкая атлетика).
- 5 июля — Максим Коновалов, российский актёр театра и кино.
- 6 июля — 50 Cent, рэпер.
- 7 июля 
  - Нина Хосс, немецкая актриса.
  - Лысенко, Юрий Евгеньевич, мэр Новочеркасска.
- 8 июля — Клер Кем, французская актриса и певица.
- 9 июля — Джессика Фолкер, шведская поп-певица, модель
- 10 июля — Рут Габриэль, испанская актриса.
- 12 июля — Каролина Кастинг, бразильская актриса.
- 13 июля — Дэнни Ботрайт, американская фотомодель.
- 14 июля
  - Хайме Луис Гомес, рэпер, участник группы Black Eyed Peas.
  - Юлия Куварзина российская актриса театра и кино.
- 15 июля — Джилл Хафпенни, британская актриса.
- 16 июля — Ана Паула Арозиу, бразильская киноактриса.
- 17 июля
  - Вилле Виртанен (Ville Virtanen), псевдоним — Darude, финский продюсер и DJ.
  - Елена Анайя, испанская актриса.
  - Сесиль де Франс, бельгийско-французская актриса.
  - Конни Хак, английская журналистка, телеведущая, актриса и писательница.
- 18 июля — Дарон Малакян, гитарист американской рок-группы System of a Down.
- 20 июля — Джуди Грир, американская актриса.
- 24 июля — Торри Уилсон, американский профессиональный рестлер и модель.
- 25 июля
  - Линда Карделлини, американская теле- и киноактриса.
  - Евгений Набоков, российский хоккеист, чемпион мира 2008.
- 28 июля — Леонор Уотлинг, испанская актриса и певица.
- 31 июля
  - Джоди Энн Патерсон, американская фотомодель и актриса.
  - Энни Пэррис, американская актриса.
  - Венсан Белорже, французский диджей.

### Август
- 1 августа 
  - Ане Даль Торп, норвежская актриса театра и кино.
  - Татьяна Шитова, российская актриса театра и кино, мастер озвучивания.
- 2 августа — Наталья Могилевская, украинская певица, актриса, телеведущая, продюсер.
- 4 августа — Даниэлла ван Граас, голландская актриса, модель.
- 5 августа — Каджол, индийская актриса.
- 7 августа
  - Шарлиз Терон, южноафриканская киноактриса.
  - Меган Гейл, австралийская фотомодель, актриса и модельер.
- 10 августа — Тесси Сантьяго, американская актриса кубинского происхождения.
- 12 августа — Кейси Аффлек, американский актёр.
- 18 августа — Кейтлин Олсон, американская актриса и комедиантка.
- 19 августа — Трейси Томс, американская актриса.
- 21 августа — Алисия Уитт, американская актриса.
- 22 августа — Шери Мёрфи, английская актриса и телеведущая.
- 24 августа — Джеймс Д’Арси, британский театральный и киноактёр.
- 25 августа — Мишель Будуан, канадская актриса.
- 27 августа — Наташа Тапушкович, сербская актриса.
- 31 августа — Сара Рамирес, американская актриса и певица мексиканского происхождения.

### Сентябрь
- 1 сентября — Скотт Спидмен, британо-канадский киноактёр.
- 1 сентября — Натали Бассингтуэйт, австралийская певица, автор песен, актриса и телеведущая.
- 2 сентября — Алексей Аптовцев, российский актёр театра и кино.
- 6 сентября
  - Сильви Бекар, французская биатлонистка.
  - Гала Риццато, популярная итальянская певица.
- 7 сентября — Михаил Зеленский, российский журналист и телеведущий (ум. 2022).
- 8 сентября — Елена Лиховцева, российская теннисистка.
- 11 сентября — Лена Зосимова, российская поп-певица и телеведущая, актриса.
- 12 сентября — Карина Зампини, аргентинская актриса.
- 16 сентября
  - Эми Элизабет Прайс-Фрэнсис, канадская актриса.
  - Токс Олагундойе, американская актриса, сценарист и продюсер.
  - Текла Рётен, голландская актриса.
- 20 сентября
  - Азия Ардженто, итальянская актриса и кинорежиссёр.
  - Мун Бладгуд, американская актриса и модель.
  - Хуан Пабло Монтойя, колумбийский автогонщик.
- 21 сентября — Александр Панов, российский футболист.
- 22 сентября — Мирей Инос, американская актриса.
- 23 сентября — Джейми Бергман, американская актриса и фотомодель.
- 25 сентября
  - Майя Санса, итальянская актриса.
  - Изабелла Сент-Джеймс, американская модель и актриса польского происхождения.
- 30 сентября
  - Марион Котийяр, французская актриса.
  - Алексей Перминов, российский музыкант, рэп-исполнитель, лидер и основатель хип-хоп-дуэта «Рабы лампы» (ум. 2000).

### Октябрь
- 1 октября — Чулпан Хаматова, российская актриса.
- 3 октября — Алексей Горшенёв, российский певец.
- 4 октября 
  - Андрей Солдатов, российский журналист.
  - Юрий Бесараб, украинский спортсмен и тренер, режиссёр, бывший PR-менеджер и литературный редактор компании GSC Game World.
- 5 октября
  - Кейт Уинслет, британская киноактриса.
  - Скотт Уайнгер, американский актёр, продюсер и сценарист.
  - Парминдер Награ, английская актриса и певица.
- 9 октября — Шон Леннон, американский музыкант, автор песен, продюсер, сын Джона Леннона.
- 12 октября — Марион Джонс, американская легкоатлетка.
- 14 октября — Шазней Льюис, британская певица, автор песен и актриса.
- 15 октября — Павел Майков, российский актёр, телеведущий, певец и музыкант.
- 17 октября — Рушанна Бабич, российская актриса.
- 18 октября — Евгений Рожков, российский телеведущий и журналист. Ведущий программы «Вести» на телеканале «Россия-1».
- 23 октября
  - Боти Блисс, американская актриса.
  - Мануэла Веласко, испанская актриса, телеведущая и модель.
- 25 октября
  - Эдуард Багиров, российский писатель, публицист.
  - Елена Анищенко, украинская актриса.
  - Ноэми Годен-Виньо, канадская актриса.
- 26 октября — Софи Цдака, израильская актриса, певица и телеведущая.

### Ноябрь
- 2 ноября
  - Елена Захарова, российская актриса театра и кино.
  - Ана Кац, аргентинская актриса, сценарист, режиссёр театра и кино.
- 4 ноября — Хизер Том, американская актриса.
- 5 ноября — Velvet, шведская певица и танцовщица.
- 7 ноября — Диана Амфт, немецкая актриса.
- 8 ноября — Тара Рид, американская киноактриса.
- 9 ноября
  - Мария Ситтель, российская телеведущая. Ведёт информационную программу «Вести» на телеканале «Россия», лауреат премии «ТЭФИ».
  - Мария Рибейру, бразильская актриса и дизайнер по костюмам.
- 10 ноября
  - Тина Канделаки, российская журналистка и телеведущая.
  - Халина Рейн, нидерландская актриса театра и кино
- 11 ноября — Анхелика Вале, мексиканская актриса, кинопродюсер и певица.
- 13 ноября — Аиша Хиндс, американская актриса.
- 15 ноября — Фёдор Лавров, российский актёр театра и кино.
- 19 ноября
  - Rollergirl, немецкая поп-певица.
  - Сушмита Сен, индийская модель и актриса Болливуда.
- 24 ноября
  - Даниэль Николет, американская телевизионная актриса.
  - Мередит Паттерсон, американская актриса.
- 26 ноября
  - Максим Аверин, российский актёр.
  - Антон Макарский, российский актёр.
  - Владислав Радимов, российский футболист.
  - Кирилл Рубцов, российский актёр.
- 28 ноября — Санни Мабри, американская актриса и бывшая модель.

### Декабрь
- 1 декабря — Ксения Громова, российская актриса театра и кино.
- 4 декабря — Эллен Доррит Петерсен, норвежская актриса.
- 5 декабря — Пола Паттон, американская актриса
- 12 декабря — Маим Бялик, американская актриса
- 14 декабря
  - Кейди Стрикленд, американская киноактриса («Частная практика», «Паства»).
  - Наталья Дзенькив, украинская певица, автор песен, вокалистка и единственный постоянный участник группы Lama.
- 15 декабря — Яна Аршавская, российская актриса театра и кино, чемпион мира по арт-фехтованию (2012).
- 17 декабря
  - Мила Йовович, американская киноактриса и фотомодель.
  - Шана Хайатт, американская фотомодель, актриса и телеведущая.
- 18 декабря
  - Триш Стратус, канадская профессиональная рестлер, модель и актриса.
  - Мара Карфанья, итальянский политик, в прошлом фотомодель и телеведущая.
  - Сия Ферлер, австралийская певица и автор песен, более известна как «Sia».
- 19 декабря — Владимир Кристовский, российский музыкант, актёр, лидер группы Uma2rman.
- 28 декабря — Эльвира Болгова, российская актриса театра и кино.
- 31 декабря — Алёна Полунина, российский режиссёр документального кино.

## Скончались
См. также: Категория:Умершие в 1975 году
- 17 января — Густаво Рохас Пинилья, бывший диктатор и президент Колумбии (род. в 1900).
- 19 января — Михаил Томчаний, украинский писатель (род. в 1914).
- 26 января — Любовь Орлова, советская актриса театра и кино, певица, танцовщица. Народная артистка СССР (род. в 1902).
- 28 января — Антонин Новотный, президент Чехословакии в 1957—1968, 1-й секретарь ЦК КПЧ в 1953—1968 (род. в 1904).
- 8 февраля — Роберт Робинсон, английский химик-органик, лауреат Нобелевской премии по химии (1947) (род. в 1886).
- 11 февраля — Ришар Рацимандрава, президент Мадагаскара в 1975 году (род. 1931), убит в должности.
- 14 февраля
  - Пэлем Грэнвил Вудхауз, английский писатель-юморист и комедиограф (род. в 1881).
  - Джулиан Хаксли, английский биолог, эволюционист и гуманист. Один из создателей Синтетической теории эволюции. Первый генеральный директор ЮНЕСКО (род. 1887).
- 18 февраля — Киву Стойка, председатель Государственного совета Румынии в 1965—1967 годах, премьер-министр Румынии в 1955—1961 годах (род. 1908).
- 24 февраля — Николай Булганин, советский политический и военный деятель (род. в 1895).
- 2 марта — Константин Воробьёв, русский писатель (род. в 1919).
- 7 марта — Михаил Бахтин, русский философ, культуролог, теоретик европейской культуры и искусства (род. в 1895).
- 13 марта — Иво Андрич, югославский писатель, лауреат Нобелевской премии в области литературы (1961) (род. в 1892).
- 15 марта — Аристотель Онассис, греческий предприниматель, судовладелец, инвестор, миллиардер (род. в 1906).
- 25 марта — Фейсал, король Саудовской Аравии (род. в 1906), убит в должности.
- 5 апреля — Чан Кайши, президент Китайской Республики, генералиссимус (род. в 1886), умер в должности.
- 10 апреля — Уолкер Эванс, американский фотограф (род. в 1903).
- 17 апреля — Сарвепалли Радхакришнан, индийский философ, президент Индии в 1962—1967 годах (род. в 1888).
- 3 июня — Эйсаку Сато, премьер-министр Японии, лауреат Нобелевской премии мира (1974) (род. в 1901).
- 28 мая — Лун Цзянь, Китайский, режиссёр, актёр, продюсер (род. в 1916).
- 5 июня — Габриель Арести, баскский писатель, поэт, драматург (род. 1933).
- 8 июня — Мюррей Лейнстер, американский писатель-фантаст (род. в 1896).
- 6 июля — Отто Скорцени, немецкий диверсант австрийского происхождения. Получил известность благодаря освобождению Бенито Муссолини в 1943 (род.1908).
- 17 июля — Константин Гамсахурдиа, грузинский писатель, историк-литературовед (род. в 1891).
- 30 июля — Джеймс Блиш, американский писатель-фантаст (род. в 1921).
- 9 августа — Дмитрий Шостакович, советский композитор (род. в 1906).
- 15 августа — Муджибур Рахман, первый президент и премьер-министр Бангладеш. (род. в 1920), убит в должности.
- 16 августа — Владимир Куц, прославленный советский легкоатлет, стайер. заслуженный мастер спорта СССР (род. в 1927).
- 25 августа — Хайле Селассие I, император Эфиопии (1930—1974) (род. в 1892).
- 7 октября — Пранас Витаутас Будвитис, литовский журналист, поэт, переводчик (род. в 1900).
- 15 сентября — Павел Сухой, советский авиаконструктор, дважды Герой Социалистического Труда (1957, 1965), один из основателей советской реактивной и сверхзвуковой авиации (род. 1895).
- 29 сентября — Виктор Тетерин, советский футболист, футбольный тренер. Заслуженный мастер спорта (род. в 1906).
- 22 октября — Арнольд Джозеф Тойнби, британский историк, философ истории, культуролог и социолог, профессор (род. в 1889).
- 23 октября — Рагнвальд Альфред Рошер Лунд (род. в 1899), норвежский военный, разведчик и дипломат.
- 27 октября — Рекс Стаут, американский писатель, автор детективных романов, создатель цикла романов о Ниро Вульфе (род. в 1886).
- 30 октября — Густав Людвиг Герц, немецкий физик, лауреат Нобелевской премии по физике (1925) (род. в 1887).
- 2 ноября — Пьер Паоло Пазолини, итальянский кинорежиссёр, поэт и прозаик (род. в 1922).
- 14 ноября — Артемий Айвазян, джазовый музыкант, создатель Государственного эстрадного оркестра Армении (род. в 1902).
- 20 ноября — Франциско Франко, испанский диктатор (каудильо) (род. в 1892).

## Нобелевские премии
- Физика — Оге Нильс Бор, Бен Рой Моттельсон и Лео Джеймс Рейнуотер — «За открытие взаимосвязи между коллективным движением и движением отдельной частицы в атомном ядре и развитие теории строения атомного ядра, базирующейся на этой взаимосвязи».
- Химия — Джон Уоркап Корнфорт (1/2 премии) за исследование стереохимии реакций ферментативного катализа, Владимир Прелог (1/2 премии) — за исследования в области стереохимии органических молекул и реакций.
- Медицина и физиология — Давид Балтимор, Ренато Дульбекко, Хоуард Мартин Темин (совместно) — за открытия, касающиеся взаимодействия между онкогенными вирусами и генетическим материалом клетки.
- Экономика — Леонид Витальевич Канторович и Тьяллинг Чарлз Купманс — «За вклад в теорию оптимального распределения ресурсов».
- Литература — Эудженио Монтале — «За достижения в поэзии, которая отличается огромной проникновенностью и выражением взглядов на жизнь, напрочь лишённых иллюзий».
- Премия мира — Сахаров, Андрей Дмитриевич — «За бесстрашную поддержку фундаментальных принципов мира между людьми и мужественную борьбу со злоупотреблением властью и любыми формами подавления человеческого достоинства».